# Karl Kneidl
Karl Kneidl (* 22. August 1940 in Nürnberg) ist ein deutscher Bühnen- und Kostümbildner, Theaterregisseur und Opernregisseur.

## Leben und Wirken
Karl Kneidl wurde 1956 Schüler des Schweizer Malers und Bühnenbildners Ambrosius Humm. Er absolvierte von 1957 bis 1959 eine Lehre als Bau- und Möbelschreiner in seiner Geburtsstadt. 1959 begann er seine künstlerische Laufbahn an der Studentenbühne Erlangen, die damals von Dieter Sturm geleitet wurde.
Von 1962 bis 1968 war er Bühnenbildner und Assistent von Max Fritzsche am Schauspielhaus Bochum. Dort lernte er Niels-Peter Rudolph kennen, für dessen Inszenierungen an verschiedenen Theatern er das Bühnenbild schuf. Er entwarf Bühnenbilder für die Regisseure Hansjörg Utzerath, Dieter Giesing, Ulrich Heising, Hans-Joachim Heyse und Claus Peymann.
Weitere Regisseure, mit denen Kneidl bei zahlreichen Aufführungen an verschiedenen Theatern zusammenarbeitete, waren Hans Neuenfels, Max Peter Ammann, Franz Xaver Kroetz, Fritz Marquardt, Christof Nel, Frank Hoffmann und besonders Peter Palitzsch sowie Peter Zadek.
Neben seiner Tätigkeit als Bühnenbildner arbeitete Kneidl immer wieder selbst als Theaterregisseur. Seine erste eigene Regiearbeit war 1973 Jewgenij Schwarz’ Die Schneekönigin am Staatstheater Stuttgart. Im Jahr 1982 gab er an der Oper Frankfurt mit Glucks Alkestis sein Debüt als Opernregisseur.
Viele Aufführungen, bei denen Kneidl für das Bühnenbild verantwortlich war, wurden zum Berliner Theatertreffen eingeladen, erstmals 1965 mit Musik von Frank Wedekind.
Von 1961 bis 1986 war er mit der Fotografin Helga Claus verheiratet. Seit 1986 ist er in zweiter Ehe mit der Schauspielerin und Autorin Emine Sevgi Özdamar liiert. Karl Kneidl ist Vater von drei Töchtern.

### Lehrtätigkeit
Von 1974 bis 2008 war er Professor für Bühnenbild an der Kunstakademie Düsseldorf. Dort bildete er über die Jahre in einem praxisnahen Verfahren zahlreiche Bühnenbildner aus, unter anderem Ivan Bazak, Katrin Brack, Timo Dentler, Okarina Peter, Martin Kukulies, Ruth Groß, Aurel Lenfert, Hartmut Ritzerfeld und Anna Viebrock, Oliver Kostecka, Jasna Bošnjak, Sabine Mader, Gregor Wickert, Philipp Fröhlich, Monika Frenz, Jörg Zysik, Ana Tasic, Joanna Surowiec, Karla Fehlenberg, Sven Hansen und die Malerin Andrea C. Hoffer.

## Arbeiten als Bühnenbildner (Auswahl)
- 1963, Schauspielhaus Bochum; Carl Sternheim: 1913. Regie: Hanskarl Zeiser
- 1963, Schauspielhaus Bochum; William Shakespeare: Die lustigen Weiber von Windsor. Regie: Niels-Peter Rudolph
- 1965, Schauspielhaus Bochum; Frank Wedekind: Musik. Regie: Hans-Joachim Heyse
- 1966, Schauspielhaus Bochum; Eugène Ionesco: Die Nashörner Regie: Niels-Peter Rudolph
- 1969, Münchner Kammerspiele; Martin Sperr: Jagdszenen aus Niederbayern. Regie: Ulrich Heising
- 1969, Schauspielhaus Zürich; Heiner Müller: Prometheus. Regie: Max Peter Ammann
- 1970, Schauspielhaus Zürich; Elias Canetti: Die Hochzeit. Regie: Max Peter Ammann
- 1971, Württembergisches Staatstheater Stuttgart; Peter Weiss: Hölderlin (UA) Regie: Peter Palitzsch
- 1972, Schauspielhaus Zürich; Seán O’Casey: Kikeriki. Regie: Ulrich Heising/Peter Stein
- 1972, Deutsches Schauspielhaus Hamburg; Franz-Xaver Kroetz: Stallerhof. (UA) Regie: Ulrich Heising/Karl Kneidl
- 1972, Württembergisches Staatstheater Stuttgart; Samuel Beckett: Warten auf Godot. Regie: Peter Palitzsch
- 1973, Theater Basel; Frank Wedekind: Frühlings Erwachen. Regie: Niels-Peter Rudolph
- 1973, Deutsches Schauspielhaus Hamburg; August Strindberg: Der Pelikan. Regie: Claus Peymann
- 1974, Deutsches Schauspielhaus Hamburg; Bertolt Brecht: Die Dreigroschenoper. Regie: Dieter Giesing
- 1976, Schillertheater (Berlin); Gerhart Hauptmann: Die Weber. Regie: Hansjörg Utzerath
- 1978, Burgtheater Wien; Henrik Ibsen: Hedda Gabler. Regie: Peter Palitzsch
- 1978, Schauspiel Frankfurt; Horst Laube: Der erste Tag des Friedens. (UA) Regie: Peter Palitzsch
- 1979, Thalia Theater (Hamburg); William Shakespeare: Hamlet. Regie: Peter Palitzsch
- 1979, Schauspielhaus Bochum; Bertolt Brecht: Die heilige Johanna der Schlachthöfe. Regie: Alfred Kirchner
- 1980, Schauspielhaus Bochum; Herbert Achternbusch: Kuschwarda City. (UA) Regie: Alfred Kirchner
- 1981, Schauspielhaus Bochum; Herbert Achternbusch: Susn. (UA) Regie: Vera Sturm
- 1982, Oper Frankfurt; Bernd Alois Zimmermann: Die Soldaten. Regie: Alfred Kirchner
- 1983, Schauspiel Frankfurt; Bertolt Brecht: Im Dickicht der Städte. Regie: Adolf Dresen
- 1984, Théâtre National Populaire; Heinrich von Kleist: Prinz Friedrich von Homburg. Regie: Manfred Karge / Matthias Langhoff
- 1985, Münchner Kammerspiele; Franz-Xaver Kroetz: Bauernsterben. (UA) Regie: Franz-Xaver Kroetz
- 1986, Schauspiel Frankfurt; Emine Sevgi Özdamar: Karagöz in Almania. (UA) Regie: Emine Sevgi Özdamar
- 1986, Münchner Kammerspiele; Franz Kafka: Bericht für eine Akademie. Regie:Franz Xaver Kroetz
- 1986, Münchner Kammerspiele; Franz-Xaver Kroetz: Weihnachtstod. (UA) Regie: Franz-Xaver Kroetz
- 1986, Schauspielhaus Bochum; Henrik Ibsen: Klein Eyolf. Regie: Fritz Marquardt
- 1987, Freie Volksbühne Berlin; August Strindberg: Der Pelikan. Regie: Lore Stefanek
- 1989, Berliner Ensemble; Heiner Müller: Germania Tod in Berlin. (DDR-Erstaufführung) Regie: Fritz Marquardt
- 1990, Staatstheater Stuttgart; Alfred Jarry,: König Ubu. Regie: Hans Kresnik
- 1991, Schauspiel Frankfurt; Samuel Beckett: Warten auf Godot. Regie: Peter Palitzsch
- 1992, Berliner Ensemble; William Shakespeare: Pericles. Regie: Peter Palitzsch
- 1993, Berliner Ensemble; Bertolt Brecht: Baal. Regie: Peter Palitzsch
- 1995, Thalia Theater Hamburg, in Koproduktion mit dem Berliner Ensemble; Harold Pinter: Mondlicht. (DSE) Regie: Peter Zadek
- 1996, Burgtheater Wien; Anton P. Tschechow: Der Kirschgarten. Regie: Peter Zadek
- 1996, Münchner Kammerspiele; Lewis Carroll: Alice im Wunderland. Regie: Peter Zadek
- 1997, Münchner Kammerspiele; William Shakespeare: Richard III. Regie: Peter Zadek
- 1999, Staatsoper Stuttgart; Richard Wagner: Die Walküre. Regie: Christof Nel
- 2001, Oper Frankfurt; Giacomo Puccini: Tosca. Regie: Alfred Kirchner
- 2001, Burgtheater Wien; Henrik Ibsen: Rosmersholm. Regie: Peter Zadek
- 2001, Hamburger Kammerspiele; Neil LaBute: Bash. Regie: Peter Zadek
- 2003, Deutsches Theater Berlin; Bertolt Brecht: Mutter Courage und ihre Kinder. Regie: Peter Zadek
- 2003, Staatsoper Stuttgart; Bedřich Smetana: Die verkaufte Braut. Regie: Andrea Breth
- 2004, Berliner Ensemble; Henrik Ibsen: Peer Gynt. Regie: Peter Zadek
- 2005, Burgtheater Wien; August Strindberg: Totentanz. Regie: Peter Zadek
- 2006, St. Pauli-Theater; Shelag Delaney: Der bittere Honig. Regie: Peter Zadek
- 2006, Staatsoper Stuttgart; Giacomo Puccini: Madama Butterfly. Regie: Monique Wagemakers
- 2007, Ruhrfestspiele Recklinghausen; Johann Wolfgang von Goethe: Torquato Tasso. Regie: Frank Hoffmann
- 2008, St. Pauli-Theater; Luigi Pirandello: Nackt. Regie: Peter Zadek
- 2009, Schauspielhaus Zürich; George Bernard Shaw: Major Barbara. Regie: Peter Zadek
- 2012, Théâtre National du Luxembourg; George Tabori: Abendschau. (UA) Regie: Frank Hoffmann

## Arbeiten als Regisseur (Auswahl)
- 1973, Staatstheater Stuttgart; Jewgenij Schwarz: Die Schneekönigin.
- 1975, Theater am Neumarkt Zürich; Ferdinand Bruckner: Krankheit der Jugend.
- 1977, Theater am Neumarkt Zürich; Maxim Gorki: Wassa Schelesnowa.
- 1978, Schauspiel Frankfurt; Bertolt Brecht: Trommeln in der Nacht.
- 1982, Oper Frankfurt; Christoph Willibald Gluck: Alkestis.
- 1983, Oper Frankfurt; Igor Strawinsky: The Rake’s Progress.
- 1985, Kunstakademie Düsseldorf/Schauspielschule Arnheim; Heiner Müller: Die Schlacht.
- 1987, Freie Volksbühne Berlin; Bertolt Brecht: Im Dickicht der Städte.
- 1988, Musiktheater im Revier; Georg Kaiser/Kurt Weill: Der Silbersee.
- 1990, Nationaltheater Mannheim; Ödön von Horváth: Sladek oder Die schwarze Armee.
- 1991, Staatstheater Darmstadt; Purcell: Dido und Aeneas / Dallapiccola: Der Gefangene.
- 1992, Staatstheater Darmstadt; Alban Berg: Lulu.
- 1994, Schauspielhaus Hannover; Ferdinand Bruckner: Die Rassen.
- 2000, Rheinisches Landestheater Neuss; William Shakespeare: Viel Lärm um nichts.

## Auszeichnungen
- 1986: Preis der Stadt Nürnberg
- 2010: Ehrenmitglied der Kunstakademie Düsseldorf